# Ажажа, Владимир Михайлович
Владимир Михайлович Ажажа (укр. Володимир Михайлович Ажажа; 19 ноября 1931 года, Великие Сорочинцы, Миргородский район, Полтавская область, УССР, СССР — 23 декабря 2009 года, Харьков, Украина) — советский и украинский учёный, физик (специализация — материаловедение и технология металлов), доктор физико-математических наук (1986), профессор (1990), академик (2006; член-корреспондент с 2003) Национальной академии наук Украины; лауреат Государственной премии УССР в области науки и техники (1982) и премии НАН Украины имени А. И. Лейпунского (2007); Заслуженный деятель науки и техники Украины (2008); ветеран атомной энергетики и промышленности.

## Биография
Владимир Ажажа родился 19 ноября 1931 года в Великих Сорочинцах Миргородского района Полтавской области Украины.
Отец — Ажажа Михаил Кузьмич — механизатор, мать — Ажажа Анна Кузьминична — колхозница.
В 1939 году Володя пошёл в школу, однако вскоре мирное течение жизни и обучение прервала Великая Отечественная война.
Отец с первых дней войны ушёл на фронт и вернулся лишь после её окончания.
Во время оккупации работал вместе с матерью и сестрой в общественном дворе на сельскохозяйственных работах.
После освобождения родной земли в 1943 году от захватчиков Володя продолжил учёбу, окончил семилетнюю школу и по совету отца поступил в Великосорочинское педагогическое училище, которое с отличием закончил в 1951 году.
В 1956 году окончил ядерное отделение физико-математического факультета Харьковского университета (ныне физико-технический факультет).
С 1957 года работает в Харьковском физико-техническом институте (Национальный научный центр «Харьковский физико-технический институт»):
- до 1974 года — младший научный сотрудник, научный сотрудник, старший научный сотрудник;
- в 1974—1995 годах — заведующим лаборатории;
- в 1995—1996 годах — заведующий отделом;
- с 1996 года — заместителем директора Института твёрдого тела, материаловедения и технологий.

В стенах родного института защищает кандидатскую (1964), затем докторскую (1986) диссертации.
В 1990 году Владимиру Михайловичу было присвоено звание профессора.
В 2003 году был избран членом-корреспондентом НАН Украины, а в 2006 году — академиком.
Владимир Михайлович Ажажа скончался 23 декабря 2009 года, Харьков, Украина.

## Научная деятельность
Сфера научных интересов Владимира Ажажи распространялась на исследования в области физики металлов, физического материаловедения и специальной металлургии: рафинирование металлов физическими методами, физические основы получения сверхпроводящих и полупроводниковых материалов, технологические процессы рафинирования и производства чистых металлов и конструкционных сплавов, и в частности, материалов реакторостроения, глубокая очистка технологических газов.
Ажажа стал одним из основателей вакуумной и сверхвакуумной металлургии чистейших металлов и сплавов с особыми физическими свойствами, в том числе металлофизика бериллия.
При его непосредственном участии был разработан метод получения технических сверхпроводников, физически обоснован и разработан принципиально новый метод изготовления многоволоконных дисперсных сверхпроводников на основе ниобия.
После открытия явления высокотемпературной сверхпроводимости с его участием были начаты работы по синтезу, изучению свойств ВТСП и созданию технических высокотемпературных проводников.
Владимир Ажажа автор и coавтор более 500 научных статей, 5 монографий, 31 обзора, 36 патентов и авторских свидетельств.
Являлся заместителем главного редактора и редактором серии «Чистые металлы, вакуум и сверхпроводники» научного журнала «Вопросы атомной науки и техники» ННЦ ХФТИ.
Среди его учеников более 5 докторов и более 15 кандидатов наук.

## Награды и премии
Владимир Ажажа награждён орденом «Знак Почёта» (1971) и медалями.
Лауреат Государственной премии УССР в области науки и техники (1982) и премии НАН Украины имени А. И. Лейпунского (2007); Заслуженный деятель науки и техники Украины (2008), отмечен медалями и дипломами ВДНХ.